# Consommation intermédiaire
Pour les articles homonymes, voir CI.
 (mai 2023).
Si vous disposez d'ouvrages ou d'articles de référence ou si vous connaissez des sites web de qualité traitant du thème abordé ici, merci de compléter l'article en donnant les références utiles à sa vérifiabilité et en les liant à la section « Notes et références ».
Les consommations intermédiaires (CI) sont l'ensemble des biens et services (généralement achetés à d'autres entreprises) qui sont détruits ou transformés lors du processus de production ou incorporés au produit. Elles sont très souvent nécessaires à la production.
Ainsi, une entreprise produisant du mobilier a besoin de bois (matière première incorporée dans le produit), d'électricité pour assurer le fonctionnement des machines (dépenses d'énergie, détruite au moment de la production) et des services comptables qui disparaîtront également. La valeur ajoutée de l'entreprise sera ainsi égale à la valeur de sa production moins la valeur de ses consommations intermédiaires.
Les consommations intermédiaires sont distinctes des biens intermédiaires.

## Consommations intermédiaires et valeur ajoutée
On établit généralement la relation :
Valeur ajoutée d'une entreprise = Valeur de production − Consommations intermédiaires
VA (valeur anticipée) = PI — CI x CA DT /(Fx=PI)
Le montant de la valeur ajoutée, ou richesse économique produite, dépend ainsi non seulement de la définition et de la valorisation de la production, mais aussi de celles des CI.

## Définition opérationnelle en comptabilité nationale
La comptabilité nationale fixe des équerres pour définir précisément les consommations intermédiaires et les distinguer des autres opérations,. Par exemple :
- les consommations des activités auxiliaires à la production (achat, vente, comptabilité, gardiennage, transport, sécurité, etc.) sont incluses dans les CI de cette production ;
- la consommation de biens environnementaux ne faisant pas l’objet de transaction est exclue.

### Consommations intermédiaires et rémunération des salariés
Sont inclus dans les consommations intermédiaires les biens et services fournis par l’employeur que les employés doivent utiliser dans le cadre de leur travail : outils, vêtements, chaussures de travail pas ou peu utilisés en dehors du travail, douches, transport et hôtel en cas de voyage professionnel, logement de chantier, etc. Sont exclus les biens et services utilisés par les employés quand ils le veulent, pour leur propre satisfaction : vêtements, chaussures et même uniformes portés en dehors du travail, voiture de fonction non utilisée exclusivement pour raisons professionnelles. Ils font (ou devraient faire) partie de la rémunération des salariés.

### Consommations intermédiaires et consommation de capital fixe
Une règle pratique consiste à inclure dans consommations intermédiaires les biens qui durent moins d'un an, par opposition à l'investissement (formation brute de capital fixe) qui représente l'achat de biens d'équipement durables (plus d'un an). Mais le petit outillage est inclus, même s’il dure plus d’un an.
L’usure des actifs fixes (machines, équipements), est exclue des consommations intermédiaires ; elle est enregistrée dans la consommation de capital fixe 
Si les CI excluent les acquisitions de biens d’équipement, elles incluent leur location (équipements, bureaux, terrains, etc.).
Les logiciels achetés ou produits pour compte propre sont exclus des consommations intermédiaires. 
Les dépenses en munitions sont des consommations intermédiaires de la production des services de défense ou de police. Les tanks, canons et autres porte-avions, sont, par contre, des investissements productifs. Des règles complexes ont été mises au point – par exemple, les achats d’armes de l’armée sont des consommations, mais les achats d’armes ou de camions blindés de la police sont des investissements.

### Recherche et développement
Les dépenses de recherche et développement (R&D) peuvent être considérées comme une forme d’investissement. Elles répondent d’ailleurs mal à la définition des consommations intermédiaires donnée plus haut. Enfin, la R&D n’est pas une activité auxiliaire de la production. Pourtant, pour des raisons pratiques, les dépenses de R&D sont le plus souvent incluses dans les consommations intermédiaires (avec des exceptions).

### Application de la définition
Ces détails (parmi d'autres) de la définition opérationnelle des consommations intermédiaires affectent leur estimation et donc le montant de la valeur ajoutée, ainsi que l’assiette de certains impôts et taxes. Dans certains secteurs, ils peuvent même avoir un effet sensible sur les données sur la rémunération des salariés et donc sur le partage de la valeur ajoutée ou les données sur le pouvoir d’achat des ménages. Les règles appliquées peuvent aussi affecter la comparabilité internationale des données.